# Cape Dorset
Cape Dorset (Inuktitut: Kinngait; ᑭᙵᐃᑦ) è un insediamento Inuit situato nell'Isola di Dorset, presso la punta meridionale dell'Isola di Baffin, nella Regione di Qikiqtaaluk del Nunavut, in Canada. Il nome tradizionale Inuktitut significa "alte montagne".

## Popolazione e territorio

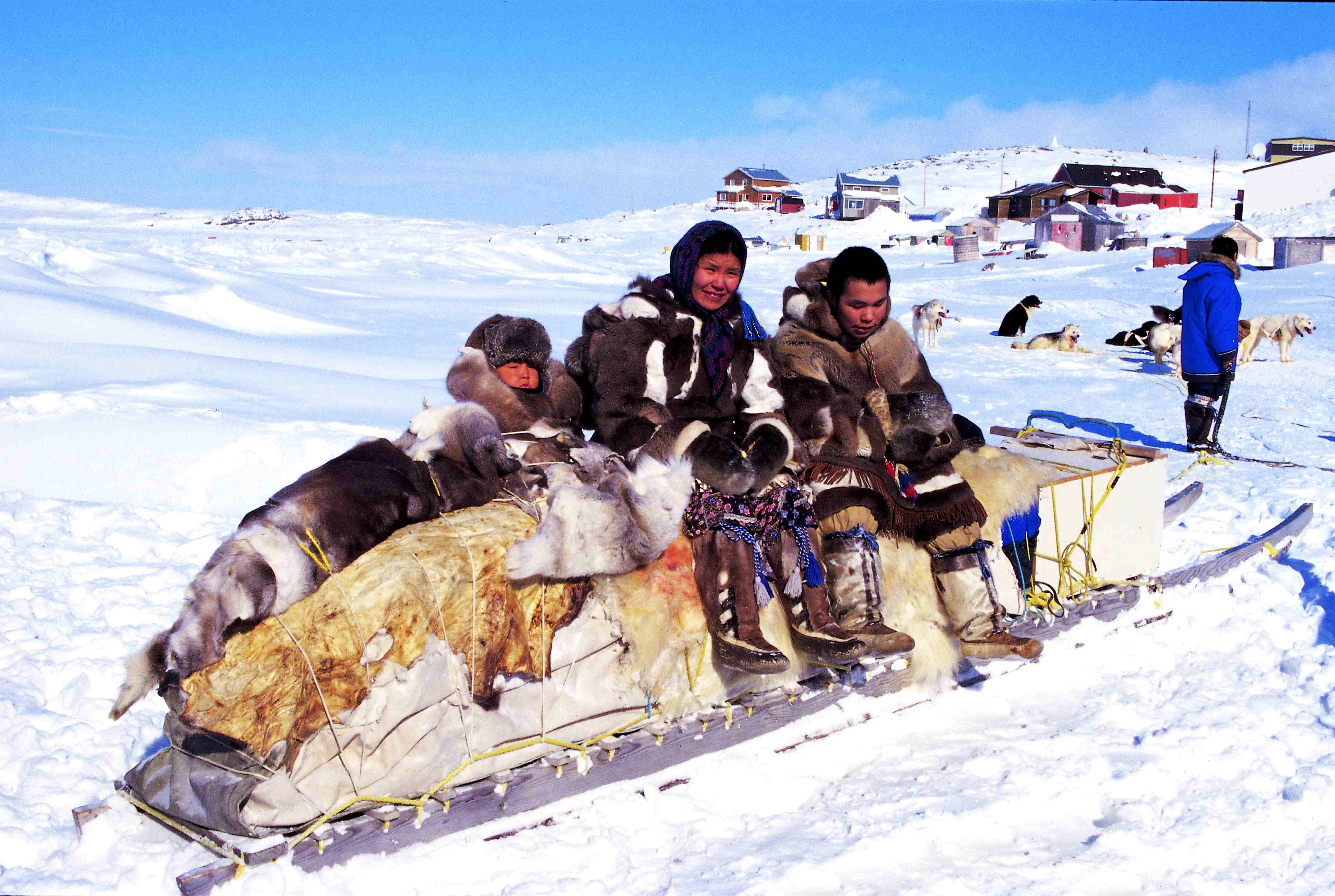
Inuit a Cape Dorset

Secondo i dati del censimento del 2016, la popolazione era di 1.441 abitanti con un incremento rispetto al 2006 del 14,2%. La zona è raggiungibile grazie al Cape Dorset Airport.

## Arte
Fin dagli anni cinquanta, Cape Dorset è stata definita la "Capitale Inuit dell'arte", grazie ai suoi noti centri di disegno, pittura e scultura. Ancora oggi la pittura e la scultura sono fonti importanti di guadagno per la popolazione. Ogni anno i Kinngait Studios organizzano una mostra con i dipinti provenienti da Cape Dorset, e con il 22% della popolazione impegnato uin questo settore, è anche il centro del Canada più artistico di tutti.
Negli anni fra il 1959 e il 1974, a Cape Dorset sono state dipinte circa 48.000 tele. I più noti artisti di Cape Dorset sono Pudlo Pudlat e Kenojuak Ashevak. Alcuni lavori di Ashevak sono apparsi su francobolli e monete canadesi. Anche lo scrittore e fotografo Inuit Peter Pitseolak sha trascorso gran parte della propria vita a Cape Dorset.